# گروه والتون
گروه والتون (انگلیسی: Walton Group) شرکت خوشه‌ای بنگلادشی است، که در سال ۱۹۷۷ تأسیس شد.